# Cuney (Texas)
Cuney è un centro abitato degli Stati Uniti d'America, situato nella contea di Cherokee dello Stato del Texas.

## Geografia fisica
Cuney è situata a 32°02′03″N 95°25′04″W (32.034127, -95.417769). Si trova appena a ovest della giunzione tra la U.S. Highway 175 e la FM 855 nel nord-ovest della contea di Cherokee, circa 10 miglia (16 chilometri) a nord ovest di Jacksonville e 22 miglia (35 chilometri) a nord ovest di Rusk.
Secondo lo United States Census Bureau, ha un'area totale di 1,6 miglia quadrate (4,1 km²).

## Società

### Evoluzione demografica
Secondo il censimento del 2000, c'erano 145 persone, 59 nuclei familiari, e 36 famiglie residenti nella città. La densità di popolazione era di 88,6 persone per miglio quadrato (34,1/km²). C'erano 78 unità abitative a una densità media di 47,7 per miglio quadrato (18,4/km²). La composizione etnica della città era formata dall'11,03% di bianchi, l'83,45% di afroamericani, lo 0,69% di nativi americani, lo 0,69% di asiatici, lo 0,69% di altre razze, e il 3,45% di due o più etnie. Ispanici o latinos di qualunque razza erano lo 0,69% della popolazione.
C'erano 59 nuclei familiari di cui il 27,1% avevano figli di età inferiore ai 18 anni, il 28,8% erano coppie sposate conviventi, il 23,7% aveva un capofamiglia femmina senza marito, e il 37,3% erano non-famiglie. Il 27,1% di tutti i nuclei familiari erano individuali e l'11,9% aveva componenti con un'età di 65 anni o più che vivevano da soli. Il numero di componenti medio di un nucleo familiare era di 2,46 e quello di una famiglia era di 3,11.
La popolazione era composta dal 32,4% di persone sotto i 18 anni, il 2,1% di persone dai 18 ai 24 anni, il 26,2% di persone dai 25 ai 44 anni, il 24,8% di persone dai 45 ai 64 anni, e il 14,5% di persone di 65 anni o più. L'età media era di 38 anni. Per ogni 100 femmine c'erano 98,6 maschi. Per ogni 100 femmine dai 18 anni in giù, c'erano 88,5 maschi.
Il reddito medio di un nucleo familiare era di 18.333 dollari, e quello di una famiglia era di 17.500 dollari. I maschi avevano un reddito medio pro capite di 18.438 dollari contro i 22.083 dollari delle femmine. Il reddito medio pro capite era di 7.612 dollari. C'erano il 35,0% delle famiglie e il 37,1% della popolazione che vivevano sotto la soglia di povertà, incluso il 43,4% di persone sotto i 18 anni e il 44,8% di persone sopra i 64 anni.